# بافل بافليكوفسكي
بافل ألكسندر بافليكوفسكي (بالبولندية: Paweł Pawlikowski) (و. 1957  م) هو مخرج أفلام، وكاتب سيناريو بولندي، ولد في وارسو.

## التعليم
تعلم في جامعة أوكسفورد.

## جوائز
حصل على جوائز منها:
- جائزة أفضل إخراج (2018)
- جائزة الفيلم الأوروبي لأفضل مخرج [الإنجليزية]‏ (2014)
- جائزة الفيلم الأوروبي لأفضل كاتب سيناريو (2014).

## وصلات خارجية
- بافل بافليكوفسكي على موقع IMDb (الإنجليزية)
- بافل بافليكوفسكي على موقع الموسوعة البريطانية (الإنجليزية)
- بافل بافليكوفسكي على موقع مونزينجر (الألمانية)
- بافل بافليكوفسكي على موقع قاعدة بيانات الأفلام العربية
- بافل بافليكوفسكي على موقع ألو سيني (الفرنسية)
- بافل بافليكوفسكي على موقع أول موفي (الإنجليزية)
- بافل بافليكوفسكي على موقع قاعدة بيانات الأفلام السويدية (السويدية)
- بافل بافليكوفسكي على موقع قاعدة بيانات الفيلم (الإنجليزية)
- بافل بافليكوفسكي على موقع كينوبويسك (الروسية)